# Georges Bellec
Pour les articles homonymes, voir Bellec.
Georges Bellec, né le 18 mars 1918 à Saint-Nazaire et mort le 13 décembre 2012 à Senlis, est un chanteur français. Membre des Frères Jacques, il apparaissait vêtu d'un justaucorps jaune.

## Biographie
Durant sa jeunesse, Georges Bellec fait l'école des beaux-arts de Bordeaux, puis de Paris. Il adore le jazz (il rêvait de monter un quatuor vocal incluant des chorus de trompette, un peu à la manière des Mills Brothers et Louis Armstrong). Frère d'André Bellec (1914-2008), membre fondateur du groupe, il est le plus petit des quatre membres.

### Peintre
À partir de 1979, à la fin du groupe, il se distingue dans la peinture, expose à de nombreuses reprises et reçoit de nombreux prix. Le Bilan art Contemporain à New York lui remet la médaille de vermeil en 1986. Ses œuvres figurent des collections particulières au Japon, en Suisse, en Allemagne, en Grande-Bretagne, au Canada et en France.

### Mort
Il meurt le 13 décembre 2012 à Senlis, à l'âge de 94 ans, et est inhumé au cimetière de Courteuil (Oise).

## Filmographie
- 1951 : La Rose rouge de Marcel Pagliero - Les frères Jacques #2
- 1954 : Ces voyous d'hommes de Jean Boyer - Fiordaliso
- 1965 : Qui donc a rêvé ? de Liliane de Kermadec - court métrage -
- 1966 : Sale temps pour les mouches de Guy Lefranc
- 1968 : Le Bal des voyous de Jean-Claude Dague - Paolo
- 1969 : Les Empaillés, téléfilm  de Alberto Cavalcanti - Les Empaillés (comme Les Frères Jacques)

## Théâtre
- 1949 : Les Gaités de l'escadron de Georges Courteline, mise en scène Jean-Pierre Grenier, Théâtre de la Renaissance